# Exanthème unilatéral latérothoracique de l'enfant
L'exanthème latérothoracique unilatéral, est une éruption cutanée rare et spontanément résolutive de type exanthème dont la cause est inconnue et qui survient chez les enfants. Elle survient principalement à la fin de l'hiver et au début du printemps, est plus fréquente en Europe et touche plus souvent les filles que les garçons'. Il s’agit probablement d’une maladie virale, mais aucun virus n’a encore été associé à cette affection.